# Roman Dobrokhotov
Pour les articles homonymes, voir Dobrokhotov.
Roman Alexandrovitch Dobrokhotov (en russe : Роман Александрович Доброхотов ; né le 6 août 1983) est un journaliste d'investigation russe, militant, l'un des fondateurs et dirigeants du "Parti du 5 décembre". Il est membre du Conseil politique fédéral du mouvement Solidarnost, membre du Conseil politique de la branche moscovite de Solidarnost, fondateur et propriétaire du journal d'investigation The Insider,.

## Élémens de biographie

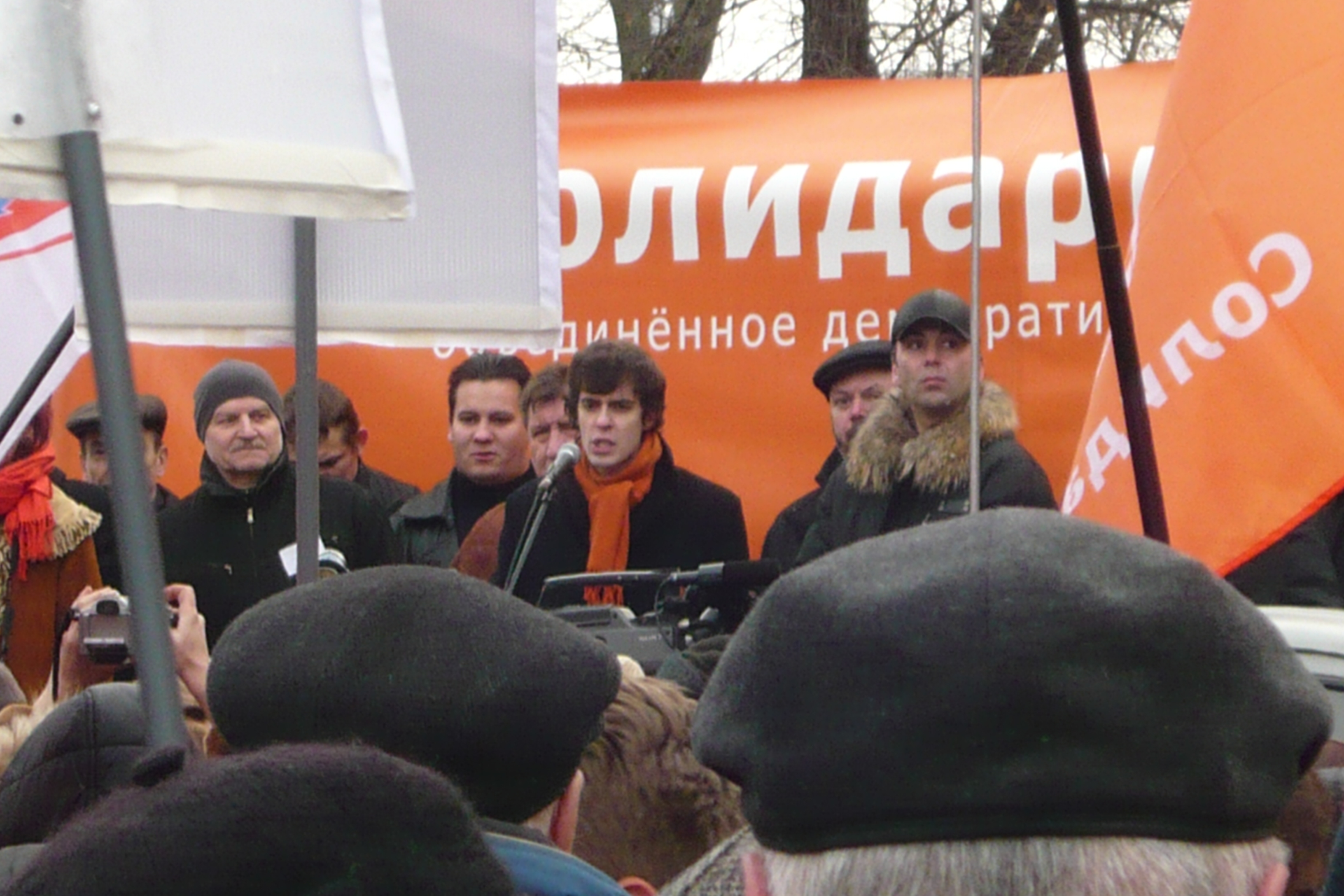
Roman Dobrokhotov lors de la première manifestation du mouvement Solidarnost (en 2009)

Roman Dobrokhotov, fils du philosophe russe Alexandre Dobrokhotov, a été formé à la École numéro 1525 (ru). 
De 2000 à 2006, il a étudié à l'Institut d'État des relations internationales de Moscou (MGIMO) à la Faculté des sciences politiques, puis en 2006-2007, à l'école doctorale de l'École supérieure d'économie de Moscou. Le sujet de sa thèse de doctorat était "La confiance dans la politique mondiale",.
Depuis 2005, il est leader du mouvement "Nous", membre du conseil politique fédéral du mouvement Solidarnost depuis la fondation du mouvement en 2008, membre du conseil politique de la branche moscovite de Solidarnost depuis 2009.
De 2006 à 2008, il a été chroniqueur et rédacteur en chef adjoint du département d'économie du journal Novye Izvestia,,.
Dans la même période, en tant qu'employé indépendant de la station de radio Govorit Moskva (ru), il a animé l'émission hebdomadaire russe : Очная ставка.
En juillet 2009, soutenu par le mouvement Solidarnost, Dobrokhotov a annoncé son intention de se présenter aux élections à la Douma de la ville de Moscou dans la circonscription uninominale no 5. La commission électorale de la ville de Moscou a refusé de l'enregistrer, motivant ce refus par des revendications sur la qualité des signatures recueillies.
En janvier 2010, il a commencé à travailler comme chercheur à l'Université académique d'État des sciences humaines (GAUGN), où il a enseigné les sciences politiques.
En mars, Dobrokhotov a signé le manifeste en ligne de l'opposition russe « Putin Must Go »,.
Depuis avril 2010, il travaille comme rédacteur en chef du journal en ligne Slon.ru,.
En 2011, le 26 mai, en réponse à "l'Appel aux dirigeants du pays avec une demande de changement de la politique culturelle de la Russie", il a organisé une collecte de signatures via son blog avec une "Lettre ouverte aux personnalités culturelles".
Le 7 juin, un débat politique entre les mouvements Nashi et Solidarnost a eu lieu au club ArteFAQ à Moscou. Maria Kislitsyna et Gleb Krainik ont parlé au nom de Nashi, Roman Dobrokhotov, Kostantin Yankauskas (ru) et Anastasia Rybachenko au nom de Solidarnost. En juin également, il a participé au forum des militants civils "Antiseliger". 
En 2012, il a accepté une offre de participation au Seliger (forum) et y a donné une conférence sur la corruption au Kremlin,  il y a parlé de l'homme d'affaires Iouri Kovaltchouk, de son fils Boris Kovaltchouk, de Guennadi Timtchenko et de « Mikhaïl Ivanovitch » (pseudonyme de Vladimir Poutine ).
À l'été 2012, il co-fonde le "Parti du 5 décembre" ; il y est nommé (avec Sergueï Davidis, Anna Karetnikova, Piotr Tsarkov, Maria Baronova et huit autres), candidats du "Parti du 5 décembre" au Conseil de coordination de l'opposition russe ou KSO (Koordinatsionnyy sovet rossiyskoy oppozitsii) qui a eu lieu en octobre de cette année 2012.
En 2013, Dobrokhotov lance en janvier le projet Come-Out Week, dédié aux problèmes de la communauté LGBT. Il démissionne aussi de Slon.ru, avec une partie du comité de rédaction ; Andrei Goryanov (ru) alors rédacteur en chef de Slon.ru, commentant le limogeage de Dobrokhotov, a déclaré : « Il était impossible de continuer à travailler avec lui. Il ne se considère pas comme un journaliste, mais plutôt comme un politicien ».
En 2015, il publie un article sur les sanctions économiques prises contre la Russie.
En 2021, le FSB et les autorités russes font en septembre une descente au domicile de Dobrokhotov, après qu'il aurait traversé illégalement la frontière ; elles le placent dans la liste des personnes recherchées au titre de la Loi russe sur les agents étrangers.

### Incident avec le président Medvedev
Le 12 décembre 2008, Dobrokhotov attiré l'attention des médias en interrompant un discours du président russe de l'époque, Dmitri Medvedev, lorsque Medvedev a proposé des amendements constitutionnels prolongeant le mandat présidentiel. Il a crié : "Les amendements sont une honte", ajoutant : '"il n'y a pas de véritables élections". Le service de la garde fédérale tente de le faire taire et l'escorte à distance,. L'incident a été "censuré" de la diffusion du discours de Medvedev sur les chaînes de télévision fédérales, mais il a été diffusé sur les ondes de la Cinquième chaîne de Saint-Pétersbourg,.
Cela a valu à Dobrokhotov, le jour même, d'être licencié de son travail à la radio "Moscow speaking" ("Moscou parle"),.

### Participation à des rassemblements de l'opposition

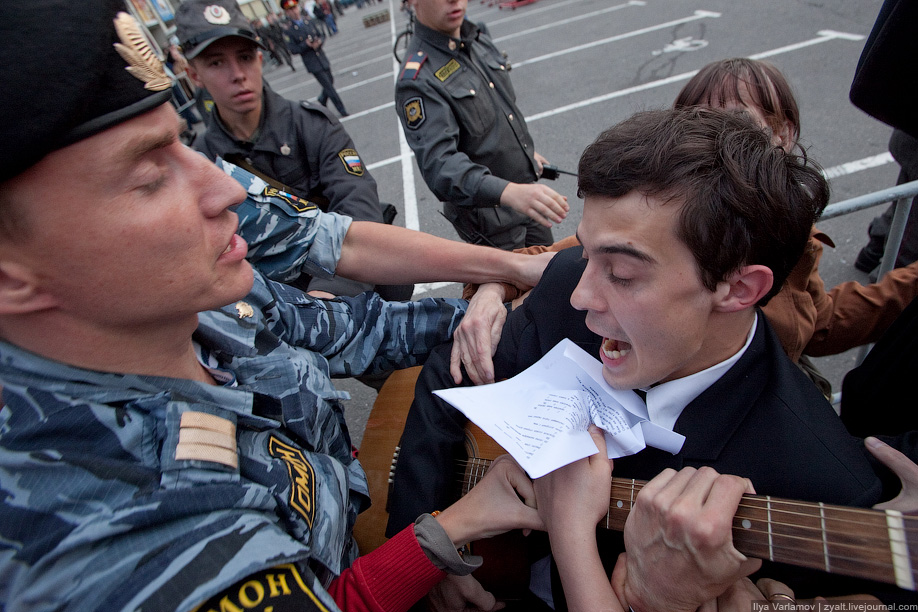
Action de protestation en défense de l'article 31de la Constitution russe (supposé garantir en Russie la liberté de réunion). Moscou, le 31 août 2009.

En 2010, Dobrokhotov est arrêté le 31 janvier lors du rassemblement Stratégie-31 en faveur de l'article 31 de la Constitution, qui garantit la liberté de réunion. Le 28 septembre, il est à nouveau arrêté, cette fois lors d'un rassemblement contre l'ancien maire de Moscou Iouri Loujkov.
En 2011, Dobrokhotov et le mouvement démocratique "Nous"  accrochent, le 20 février, une banderole sur le pont Bolchoï Moskvoretsky (devant le Kremlin) sur laquelle est écrit "Il est temps de changer!" avec des images de Poutine derrière les barreaux et d'un homme d'affaires russe exilé (Khodorkovsky).
Le 4 décembre il est à nouveau arrêté et détenu sur la place Triumfalnaya à Moscou. 
Le lendemain, il prend la parole depuis la scène du rassemblement « Pour des élections justes » sur Chistye Prudy à Moscou. 
En 2012, Dobrokhotov, s'inspirant de la campagne Baltic Way de 1989, organise un flash mob lumineux Big White Ring, qui a lieu le 26 février.
Le jour de l'anniversaire de Vladimir Poutine, le 7 octobre, il est venu à Moscou avec un râteau à un rassemblement dont le slogan était "Prenons grand-père pour le mettre à la retraite" ; il est arrêté par la police. Un an plus tôt, il avait été arrêté lors d'une action du mouvement pro-gouvernemental Nashi, dédiée à un autre anniversaire de Poutine.
En 2013, lors du rassemblement « Liberté aux prisonniers le 6 mai » sur la place Bolotnaïa à Moscou, des militants orthodoxes  attaquent Dobrokhotov.

## Récompenses
- Prix "Journalism as a Profession" (2018), dans la catégorie Journalisme d'investigation][1],[2] ;
- Prix European Press Prize Investigative Reporting Award (2019), pour Unmasking the Salisbury Poisoning Suspects: A Four-Part Investigation[3],[4]
- Prix Redkollegia (2021) pour un article "Contre-sanctions. Comment les agents du FSB ont tenté d'empoisonner Vladimir Kara-Murza " (russe : Контрсанкции. Как сотрудники ФСБ пытались отравить Владимира Кара-МурзуКак сотрудники ФСБ пытались отравить Владимира Кара-Мурзу)[5].